# Auguste Dorchain
Auguste Dorchain, né à Cambrai le 19 mars 1857 et mort à Paris le 7 février 1930, est un écrivain et poète français.

## Biographie
Son père est négociant à Elbeuf. En 1865, Auguste Dorchain entre au Lycée impérial de Rouen (futur lycée Corneille). Le proviseur lui dit : « Sois fier, mon petit. Ne sais-tu pas que cette maison est le collège où autrefois Corneille fit ses études ? Le Grand Corneille, oui. Dans les classes où il travailla, tu travailleras, dans les cours où il a joué, tu joueras, et tu prieras le dimanche dans la vieille chapelle où il a prié. » Cette déclaration fait grande impression sur le jeune Dorchain.
En 1870, la famille se réfugie à Gand. En 1871, de retour à Rouen, il a comme professeur François Bouquet, un grand cornélien, auteur d'un ouvrage intitulé Les points obscurs et nouveaux de la vie de Corneille (1888). François Bouquet déclare à ses élèves : « Mes amis, quand vous ne m'aurez plus, vous continuerez, n'est-ce pas, de pratiquer et d'aimer Corneille. Il n'y pas de nourriture plus saine et plus forte. Promettez-moi de vous en souvenir. Et alors, vous qui êtes jeunes, vous ne voudrez pas rester plus longtemps des vauriens. » Auguste Dorchain conservera de ses études une admiration très grande pour Corneille. En 1918, il lui consacrera même une biographie.
Il vient à Paris faire son droit. Mais, attiré par les lettres, il fréquente assidûment le Théâtre de l'Odéon, le Luxembourg, les cercles littéraires. Il envoie ses vers à La Plume, La Nouvelle Revue, L'Artiste. Tous ses vers sont acceptés. Il est remarqué par Sully Prudhomme et devient son disciple préféré ; il est également encouragé par François Coppée. En 1881, son premier recueil de poésies, La Jeunesse pensive, obtient un grand succès et l'ouvrage est couronné par l'Académie française. Paul Porel, directeur de l'Odéon lui commande alors un poème pour le centenaire de ce théâtre. Par la suite, il écrit, sur commande, des « à propos » pour les théâtres.
En 1894, il publie un recueil de poésies, Vers la lumière, qui lui vaut une récompense de l'Académie française et la Légion d'honneur.
Auguste Dorchain est aussi l'ami de l'organiste Charles-Marie Widor, avec lequel il a écrit plusieurs œuvres.
En 1908, il préface le recueil de poèmes d’Anne Barratin : Heures de brume.
Le 6 février 1930, en traversant la rue Garancière, il est renversé par l'automobile d'un autre écrivain Jean Tharaud, qui sera acquitté pour cet accident. Le lendemain, il meurt à l'hôpital des suites de ses blessures. De très nombreuses personnalités assistent à son enterrement, parmi lesquelles Paul Doumer, Paul Bourget, Fernand Gregh, Claude Farrère, Paul Fort, J.-H. Rosny aîné. Il est inhumé au cimetière du Père-Lachaise (81e division),.

## Distinctions
- Officier de la Légion d'honneur (1913)[4]
- Prix Lasserre (littérature) en 1918[5]

## Ouvrages

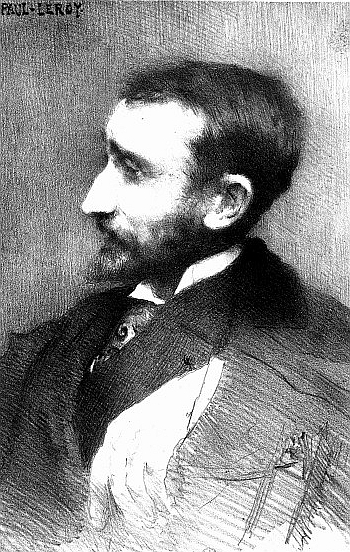
Portrait d'Auguste Dorchain par Paul Leroy.

- La Jeunesse pensive, préface de Sully Prudhomme (1881), prix Montyon en 1882
- L'Odéon et la Jeunesse, à propos en vers (1882)
- Alexandre Dumas, à propos en vers (1882)
- Conte d'Avril, comédie en vers en 4 actes (1885), prix Montyon en 1886
- Vers la lumière (1894), prix Archon-Despérouses[6]
- Rose d'automne, comédie en vers (1895)
- Maître Ambres, drame lyrique avec François Coppée (1896)
- Stances à Sainte-Beuve (1898)
- Ode à Michelet (1898)
- Un chant pour Léo Delibes (1899)
- Les Danses françaises, lues pour l'exposition universelle de 1900 (1900)
- Pour l'amour, drame en quatre actes et en vers (1901)
- L'Art des vers (1905)
- Pierre Corneille (1918)

## Iconographie
- Joseph Carlier (1849-1927), sculpteur a également réalisé le buste du poète
- Philippe Besnard (1885-1971) a réalisé son buste

## Hommages
Deux voies portent son nom : 
- une rue du 15e arrondissement de Paris ;
- une rue de Mudaison.